# Помпилии
Помпилиите (Pompilii) са римска фамилия от gens Pompilia, произлизаща от сабините.
Смята се, че са с прародител Нума Помпилий, вторият цар на Рим. Мъжкото им име е Помпилий, женското Помпилия.
Известни с това име:
- Секст Помпилий, народен трибун 420 пр.н.e.
- Помпилий, приятел на Катилина
- Помпилия